# Valdas Benkunskas
Valdas Benkunskas (ur. 1 listopada 1984 w Kłajpedzie) – litewski polityk i samorządowiec, z wykształcenia prawnik, w latach 2015–2017 i 2019–2023 zastępca mera, od 2023 mer Wilna.

## Życiorys
W 2003 ukończył szkołę średnią w Szyłokarczmie, a w 2007 studia prawnicze na Uniwersytecie Michała Römera. W 2008 uzyskał magisterium w tej dziedzinie na tej samej uczelni. Zaangażował się w działalność polityczną w ramach Związku Ojczyzny – Litewskich Chrześcijańskich Demokratów. Był asystentem eurodeputowanego posła na Sejm Republiki Litewskiej Pauliusa Saudargas oraz eurodeputowanego Algirdasa Saudargasa.
Od 2011 wybierany na radnego miejskiego Wilna. W latach 2015–2017 i 2019–2023 sprawował funkcję zastępcy mera litewskiej stolicy. W 2020 zasiadł w Europejskim Komitecie Regionów. W wyborach z marca 2023 został wybrany na urząd mera Wilna; w drugiej turze głosowania pokonał Artūrasa Zuokasa. Stanowisko to objął 26 kwietnia 2023.

## Życie rodzinne
Jego żoną została w 2020 solistka operowa Vismantė Vasaitytė, z którą ma córkę.